# Стратификация (ботаника)
Стратифика́ция (в ботанике) (от лат. stratum — настил, facere — делать) — процесс имитации влияния природных зимних условий на семена растений, чтобы семенам было легче всходить, а также меры по ускорению прорастания семян и повышению их всхожести, применяемые перед посадкой. Часто включают искусственное длительное выдерживание семян при определённой пониженной температуре. Семена многих растений должны пройти через состояние сна эмбриона, иначе они не дадут побегов. Время сна различно для разных растений и условий, в большинстве случаев достаточно двух месяцев.
У некоторых растений семена после созревания находятся в состоянии глубокого покоя, и после посева всходит только их часть. Цель стратификации — повышение всхожести за счёт предварительного (например, до посадки) выведения семян из состояния покоя, вернее, его прохождения в искусственных условиях в более короткие сроки.

## В природе
В природе семена состояние сна проводят зимой в земле. За это время твердая внешняя часть становится мягче и трескается за счет влияния влаги и мороза. Таким образом семена проходят через натуральный процесс «стратификации» или преобработки. Этот холодный влажный период провоцирует рост эмбриона внутри семян и приводит к последующему разрыву разрушившейся воздействием погоды оболочки, так как эмбрион ищет доступ к свету и питанию.

## Процесс стратификации
Стратификация — это процесс, при котором семена подвергаются одновременно влиянию холода и влажности. Обычно температура должна быть в диапазоне от 1 до 5 °C. Самое раннее использование термина относится к 1664 году в книге Сильвы «Разговор о лесных деревьях и размножении их для лесозаготовки», том 2. Тогда семена раскладывали (стратифицировали) между слоями влажной земли и оставляли на зиму на улице. Таким образом, при стратификации семена искусственно помещались во влажно-холодные условия между слоями земли или торфа для ускорения последующего прорастания весной. Семена многих деревьев, кустарников и многолетних травянистых растений для прорастания должны пройти стратификацию обязательно.
В самой простейшей форме, когда процесс стратификации проходит под контролем, обрабатываемые семена хранят в холодной (идеально от 1 до 3 °C; без заморозки) и влажной атмосфере и необходимый для данного вида семян период времени. Этот период для разных растений бывает от одного до трёх месяцев. Чтобы стратифицировать семена, достаточно положить их в герметично закрываемый пакет с влажным вермикулитом, песком или влажной салфеткой и оставить в холодильнике. Субстрата должно быть в три раза больше, чем семян, и важно его слегка намочить, так как слишком большое количество влаги может спровоцировать прорастание семян с последующим плесневением. После рекомендованного периода стратификации семена готовы для посадки в специально подготовленную землю с подкормкой.
Другой вариант стратификации: посадить каждое семя в маленькие баночки, заполненные влажной почвой, и потом закрыть их в пластиковом герметичном пакете в холодильнике.

## Использование фунгицидов
Использование фунгицидов для увлажнения среды для стратификации поможет избежать грибковых болезней семян. Оксихинолин(8-оксихинолин) самый часто используемый фунгицид, рекомендуемый для выращивания суккулентов из семян предрасположенных к плесневению. Разные семена должны быть в разных пакетах, при этом большое количество семян одного типа надо разделять на малые партии тоже. Таким образом достигается изоляция заболевших партий. Если фунгициды не использовались, необходима внимательная проверка семян и удаление тех из них на которых появились следы грибков, плесени, гнили или запах гниения.
Если же грибки все-таки попали, вытащите все семена, обработайте их фунгицидом и поместите их в новый пакет с новой средой. Пакет должен быть все время герметично закрыт. Проросшие семена нужно тоже удалять из пакетов.

## Посадка и ростки
Для ростков идеальным считается хорошо аэрируемый, но влагоёмкий субстрат. При необходимости субстрат заранее стерилизуют (термически или химически), уменьшая вероятность возникновения грибковых болезней Botrytis или Pythium.
Разные виды растений требуют разной глубины заделки семян. Обычно при посеве на рассаду крупные семена высаживают на глубину, равную их толщине, а мелкие высеивают на поверхности субстрата. В открытом грунте семена заделывают глубже. Субстрат содержат влажным, не допуская его излишнего промокания или полного высыхания.